# Haptodus
Haptodus és un gènere extint de petits sinàpsids esfenacodonts. Són els esfenacodonts més antics i primitius coneguts. Visqueren des del Carbonífer superior fins al Permià inferior a la Pangea equatorial. Era un depredador de mida mitjana (1,5 metres de longitud) que s'alimentava d'insectes i petits vertebrats.